# Bataille d'al-Asnam
Grande révolte berbère
La bataille d'al-Asnam fut un conflit militaire en mai 742 entre le califat omeyyade et les rebelles berbères insurgés de la grande révolte berbère .
La bataille d'Al-Asnam marqua un tournant décisif dans le conflit opposant les insurgés berbères aux forces du califat omeyyade. Cette confrontation aboutit à la défaite définitive des Berbères, mettant ainsi un terme à leur grande révolte. La victoire dans cette bataille consolida l'autorité arabo-musulmane en place dans la région du Maghreb oriental (actuelle est de l'Algérie, Tunisie, Libye) et réaffirma la suprématie des forces califales sur la région, scellant ainsi le destin de la région dans cette période historique.

## Contexte
Quand Uqasha rassemblait ses forces une fois de plus dans le Zab, il rencontra une importante armée berbère venant de l'ouest, sous le commandement du chef berbère Hawwara Abd al-Wahid ibn Yazid al-Hawwari (peut-être envoyé par le calife berbère Khalid ibn Hamid al-Zanati, bien qu'il ne soit pas mentionné dans les chroniques). L'armée d'Abd al-Wahid était composée d'environ 300 000 soldats berbères, la plus grande armée berbère jamais vue,. Après une consultation rapide, Uqasha et Abd al-Wahid ont convenu d'une attaque conjointe contre Kairouan, Uqasha emmenant ses forces le long d'une route vers le sud, tandis qu'Abd al-Wahid a conduit sa grande armée à travers les cols du nord, convergeant vers Kairouan des deux côtés,.
Après la bataille d'al-Qarn, dépêchant de rentrer, Handhala aurait mis toute la population de Kairouan sous les armes pour renforcer ses rangs, avant de repartir. Dans peut-être la rencontre la plus sanglante des guerres arabo-berbères, Handhala ibn Safwan a vaincu la grande armée berbère d'Abd al-Wahid ibn Yazid à al-Asnam vers mai 742 (peut-être un peu plus tard), à seulement cinq kilomètres de Kairouan. Plus de 120 000 à 180 000 Berbères, dont Abd al-Wahid, sont tombés sur le champ de bataille lors de cette seule rencontre. Uqasha a été exécuté peu de temps après,.

## Déroulement de la bataille
Les Arabes découvrent le nombre de soldats berbères et les préparatifs de leur chef Uqasha grâce aux prisonniers berbères capturés. Handhala est ainsi informé que ses forces risquent d’être aisément vaincues en raison de leur infériorité numérique. Conscient du danger, il décide de mobiliser toute la population de Kairouan et d’adopter une stratégie éprouvée.
Il dispose les habitants inexpérimentés de Kairouan au centre de son dispositif. De part et d’autre, il place, éloignée du centre, la cavalerie arabe plus aguerrie sur les ailes. Handhala mise tout sur l’aile droite du califat, plus nombreuse que la gauche et mieux équipée. Elle est chargée d’enfoncer l’ennemi le plus rapidement possible pour ensuite venir en renfort sur l’autre flanc, encerclant ainsi les Berbères.
Handhala marche alors à la rencontre des Berbères en direction d’un lieu appelé al-Asnam, situé sur la rivière Chelif. En face, l’armée berbère, la plus imposante jamais réunie, compte environ 300 000 hommes sous le commandement d'Abd al-Wahid. Au centre, l’infanterie berbère, confiante en sa large supériorité numérique, lance une charge violente contre les troupes inexpérimentées de Kairouan, les enfonçant rapidement sous le poids du nombre et les repoussant jusqu’à former un arc de cercle. Sur l’aile gauche arabe, la situation devient critique : malgré leur expérience, les soldats sont submergés par les vagues répétées d’assaillants berbères. Les troupes du califat vacillent et risquent d’être balayées.
Cependant, sur l’aile droite, la cavalerie arabe, disciplinée et mieux équipée, renverse la situation. Elle brise les lignes ennemies avec une charge fulgurante, anéantissant les forces berbères qui lui font face. Après cette percée, les cavaliers effectuent une manœuvre décisive : ils se regroupent et pivotent vers l’aile gauche, prenant en tenaille les forces ennemies. Piégés, incapables de se réorganiser, les Berbères de l'aile gauche sont méthodiquement écrasés. Après cela, les forces des ailes droite et gauche opèrent une jonction vers le centre en adoptant une formation triangulaire, la pointe tournée vers le dos de l’ennemi.
En l’espace de quelques heures, les Berbères sont totalement encerclés par derrière, et la bataille tourne en faveur des Omeyyades. Pris de panique, les Berbères sont pris en tenaille dans un contre-cercle où ils sont méthodiquement massacré. Les berbères parviennent tant bien que mal à ouvrir une brèche sur le front, mais désorganisés, ils commencent à se disperser. L’armée d’Abd al-Wahid subit alors un véritable massacre. Près de 180 000 hommes périssent, y compris leur chef. Son corps est retrouvé parmi les cadavres, et sa tête décapitée est présentée à Handhala en signe de victoire.
Peu après, Handhala annonce son triomphe au calife Hisham ibn Abd al-Malik, qui se réjouit de cette victoire éclatante, consolidant temporairement l’autorité omeyyade en Ifriqiya,,,,,.